# Machilus leptophylla
Machilus leptophylla är en lagerväxtart som beskrevs av Hand.-mazz.. Machilus leptophylla ingår i släktet Machilus och familjen lagerväxter. Inga underarter finns listade i Catalogue of Life.